# Liste der Abgeordneten zum Südtiroler Landtag (XIV. Legislaturperiode)
Die Liste der Abgeordneten zum XIV. Südtiroler Landtag listet alle bei der Landtagswahl 2008 gewählten Abgeordneten und etwaige Nachrücker auf.

## Abgeordnete
| Mitglied des Landtages    | Partei oder Wahlbündnis                                                 |
| ------------------------- | ----------------------------------------------------------------------- |
| Elena Artioli             | Lega Nord                                                               |
| Walter Baumgartner 1      | Südtiroler Volkspartei                                                  |
| Hans Berger 2             | Südtiroler Volkspartei                                                  |
| Roberto Bizzo 3           | Partito Democratico                                                     |
| Riccardo Dello Sbarba     | Verdi Grüne Vërc                                                        |
| Luis Durnwalder           | Südtiroler Volkspartei                                                  |
| Christian Egartner 4      | Südtiroler Volkspartei                                                  |
| Thomas Egger 5            | Die Freiheitlichen (bis 4. Juni 2013), Wir Südtiroler (ab 4. Juni 2013) |
| Hans Heiss                | Verdi Grüne Vërc                                                        |
| Maria Hochgruber Kuenzer  | Südtiroler Volkspartei                                                  |
| Sabina Kasslatter Mur     | Südtiroler Volkspartei                                                  |
| Eva Klotz                 | Süd-Tiroler Freiheit                                                    |
| Sven Knoll                | Süd-Tiroler Freiheit                                                    |
| Martina Ladurner 6        | Südtiroler Volkspartei                                                  |
| Michl Laimer 7            | Südtiroler Volkspartei                                                  |
| Seppl Lamprecht 8         | Südtiroler Volkspartei                                                  |
| Pius Leitner              | Die Freiheitlichen                                                      |
| Ulli Mair                 | Die Freiheitlichen                                                      |
| Mauro Minniti             | Popolo della Libertà                                                    |
| Hanspeter Munter 9        | Südtiroler Volkspartei                                                  |
| Florian Mussner           | Südtiroler Volkspartei                                                  |
| Josef Noggler             | Südtiroler Volkspartei                                                  |
| Georg Pardeller           | Südtiroler Volkspartei                                                  |
| Elmar Pichler Rolle       | Südtiroler Volkspartei                                                  |
| Andreas Pöder             | Union für Südtirol                                                      |
| Barbara Repetto 10        | Partito Democratico                                                     |
| Arnold Schuler            | Südtiroler Volkspartei                                                  |
| Donato Seppi              | Unitalia                                                                |
| Dieter Steger 11          | Südtiroler Volkspartei                                                  |
| Veronika Stirner Brantsch | Südtiroler Volkspartei                                                  |
| Martha Stocker            | Südtiroler Volkspartei                                                  |
| Sigmar Stocker            | Die Freiheitlichen                                                      |
| Richard Theiner           | Südtiroler Volkspartei                                                  |
| Roland Tinkhauser         | Die Freiheitlichen                                                      |
| Christian Tommasini       | Partito Democratico                                                     |
| Julia Unterberger 12      | Südtiroler Volkspartei                                                  |
| Alessandro Urzì           | Popolo della Libertà                                                    |
| Maurizio Vezzali 13       | Popolo della Libertà                                                    |
| Otto von Dellemann 14     | Südtiroler Volkspartei                                                  |
| Thomas Widmann            | Südtiroler Volkspartei                                                  |
| Rosa Zelger Thaler        | Südtiroler Volkspartei                                                  |